# Mistrzostwa Panamerykańskie w Zapasach 2024
Mistrzostwa panamerykańskie w zapasach w 2024 roku zostały rozegrane w dniach 21 – 24 lutego w mieście Acapulco w Meksyku. 

## Tabela medalowa
Gospodarz zawodów został zaznaczony kolorem.
| Miejsce | Kraj              | Złoto | Srebro | Brąz | Razem |
| 1.      | Stany Zjednoczone | 17    | 5      | 7    | 29    |
| 2.      | Ekwador           | 3     | 1      | 4    | 8     |
| 3.      | Meksyk            | 2     | 3      | 5    | 10    |
| 4.      | Kanada            | 2     | 4      | 2    | 8     |
| 5.      | Wenezuela         | 1     | 6      | 5    | 12    |
| 6.      | Brazylia          | 1     | 3      | 2    | 6     |
| 7.      | Kolumbia          | 1     | 2      | 4    | 7     |
| 8.      | Kuba              | 1     | 2      | 2    | 5     |
| 9.      | Chile             | 1     | 0      | 1    | 2     |
| 9.      | Honduras          | 1     | 0      | 1    | 2     |
| 11.     | Portoryko         | 0     | 2      | 1    | 3     |
| 12.     | Dominikana        | 0     | 1      | 5    | 6     |
| 13.     | Argentyna         | 0     | 1      | 3    | 4     |
| 14.     | Gwatemala         | 0     | 0      | 2    | 2     |
| 15      | Bahamy            | 0     | 0      | 1    | 1     |
| 15      | Panama            | 0     | 0      | 1    | 1     |
| Razem   | Razem             | 30    | 30     | 46   | 106   |

## Wyniki

### styl wolny
| Waga   | Złoto:              | Srebro:            | Brąz:                        |
| 57 kg  | Spencer Lee         | Pedro Mejías       | Óscar Tigreros Giuseppe Rea  |
| 61 kg  | Nick Suriano        | Joseph Silva       | Juan Lavat                   |
| 65 kg  | Nicholas Lee        | Agustín Destribats | Joshua Kramer Shannon Hanna  |
| 70 kg  | Alec Pantaleo       | Pejman Bijabani    | Mauricio Lovera              |
| 74 kg  | Kyle Dake           | Julio Rodríguez    | Shane Jones Anthony Montero  |
| 79 kg  | Alexander Facundo   | Jasmit Phulka      | José Cano                    |
| 86 kg  | Chandler Marsteller | Pedro Ceballos     | Carlos Izquierdo Jorge Llano |
| 92 kg  | Nathan Jackson      | Tejvir Boal        | César Ubico                  |
| 97 kg  | Kyle Snyder         | Arturo Silot       | Cristián Sarco Luis Pérez    |
| 125 kg | Mason Parris        | Jonovan Smith      | José Díaz Ibrain Torres      |

### styl klasyczny
| Waga   | Złoto:           | Srebro:             | Brąz:                       |
| 55 kg  | Marco García     | Camden Russell      | Mario Choc                  |
| 60 kg  | Raiber Rodríguez | Randon Miranda      | Yerony Liria Ángel Segura   |
| 63 kg  | Hayden Tuma      | Carlos González     | Héctor Sánchez              |
| 67 kg  | Alejandro Sancho | Andrés Montaño      | Julián Horta Néstor Almanza |
| 72 kg  | Alexis Vargas    | Calebe Corrêa       | Noah Wachsmuth              |
| 77 kg  | Jaír Cuero Muñoz | Joílson Júnior      | Yosvanys Peña Kamal Bey     |
| 82 kg  | Sosruko Kodzokow | Mahmud Fauzi Raszad | Diego Macías                |
| 87 kg  | Daniel Grégorich | Luis Avendaño       | Carlos Muñoz Ariel Alfonso  |
| 97 kg  | Kevin Mejía      | Alan Vera           | Luillys Pérez Carlos Adames |
| 130 kg | Yasmani Acosta   | Óscar Pino          | Cohlton Schultz             |

### kobiety styl wolny
| Waga  | Złoto:               | Srebro:            | Brąz:                           |
| 50 kg | Jacqueline Mollocana | Mariana Rojas      | Yorlenis Morán Audrey Jimenez   |
| 53 kg | Lucía Yépez          | Betzabeth Argüello | Katie Gomez María González      |
| 55 kg | Alisha Howk          | Zeltzin Hernández  | ----                            |
| 57 kg | Helen Maroulis       | Giullia Rodrigues  | Luisa Valverde Yocleidy Ramírez |
| 59 kg | Laurence Beauregard  | Michaela Beck      | Ana Pereira                     |
| 62 kg | Kayla Miracle        | Ana Godinez        | Laís Nunes Astrid Montero       |
| 65 kg | Macey Kilty          | Andrea López       | Miki Rowbottom                  |
| 68 kg | Olivia di Bacco      | Soleymi Caraballo  | Alexandria Glaude Leonela Ayoví |
| 72 kg | Brooklyn Hays        | Edna Jiménez       | Katie Mulkay                    |
| 76 kg | Génesis Reascos      | Tatiana Rentería   | Adeline Gray Linda Machuca      |